# Rakhu Bhagawati
Rakhu Bhagawati (en népalais : राखुभगवती) est un comité de développement villageois du Népal situé dans le district de Myagdi. Au recensement de 2011, il comptait 3 356 habitants.